# 贝恩斯托夫
贝恩斯托夫是德国梅克伦堡-前波莫瑞州的一个市镇。总面积17.56平方公里，总人口339人，其中男性188人，女性151人（2011年12月31日），人口密度19人/平方公里。